# Абу Иса ат-Тирмизи
Абу́ И́са Муха́ммад ибн И́са ат-Тирмизи́ (араб. أبو عيسى محمد بن عيسى الترمذي‎; 824, Термез — 892, Шерабад) — исламский учёный-богослов, хадисовед и правовед. Автор книги «Джами ат-Тирмизи», известный как «Сунан ат-Тирмизи».

## Биография
Его полное имя: Абу Иса Мухаммад ибн Иса ибн Сура ибн аль-Даххак ас-Сулями ат-Тирмизи. Родился в 824 году в городе Термезе (совр. Узбекистан). Получал образование в Хорасане, Бухаре, а также приобретал знания от представителей иракской и хиджазской богословских школ. Отличался отличной памятью и знал наизусть десятки тысяч хадисов пророка Мухаммеда. Его учителями были такие выдающиеся исламские богословы того времени: аль-Бухари, Муслим, Мухаммад ибн Абдуллах, Али ибн Хаджар, Сувейд ибн Наср и др. Во время своих путешествий в поисках хадисов он встречался с такими известными людьми того времени, как Ахмад ибн Ханбаль и Абу Дауд, а также посетил Ирак и Хиджаз.

## Классификации хадисов
До Абу Исы ат-Тирмизи хадисы разделялись, в основном, на достоверные (сахих) и слабые (даиф). Занимаясь хадисоведением, он впервые сформулировал и развил понятия «хасан» (хороший хадис) и «гариб» (хадисы, которые передавались не сподвижниками пророка Мухаммеда, а другими лицами).

## Джами ат-Тирмизи
Самой известной работой ат-Тирмизи является сборник хадисов «аль-Джами», или «Сунан ат-Тирмизи». Его сборник входит в число шести самых авторитетных суннитских сборников хадисов (Кутуб ас-Ситта). В соответствии с принципами исламского права 3962 хадисов, содержащихся в «Сунане», систематизированы по главам. Все хадисы классифицируются на «достоверные» (сахих), «хорошие» (хасан) и «слабые» (даиф).
К «Сунану» было написано множество комментариев, самыми известными из которых являются комментарии Абу Бакра ибн аль-Араби «Арида аль-Ахвази», комментарии ас-Суюти «Гутуль-мугтази» и комментарии Сафи ар-Рахмана аль-Мубаракфури (1941—2006) «Тохвату ль-ахваз».

## Высказывание известных людей об имаме ат-Тирмизи
- «Я извлёк выгоду из общения с тобой больше, чем ты извлёк выгоду при обучении со мной». (Аль-Бухари)
- «Когда имам аль-Бухари скончался, он не оставил никого в Хорасане, кто мог бы сравниться с Абу Исой ат-Тирмизи в знании, памяти, благочестии и воздержании». (Мусса ибн Алак)
- «В то время, когда умер Мухаммад ибн Исмаил аль-Бухари, я жил в Хорасане. После него не осталось никакой опоры в сфере науки, в деле подвижничества, кроме Абу Исы (Тирмизи). Тирмизи пролил много слёз, впоследствии лишился зрения и так прожил долгие годы» (Аль-Хаким Абу Ахмад)